# Christ Church Cathedral (Port Stanley)

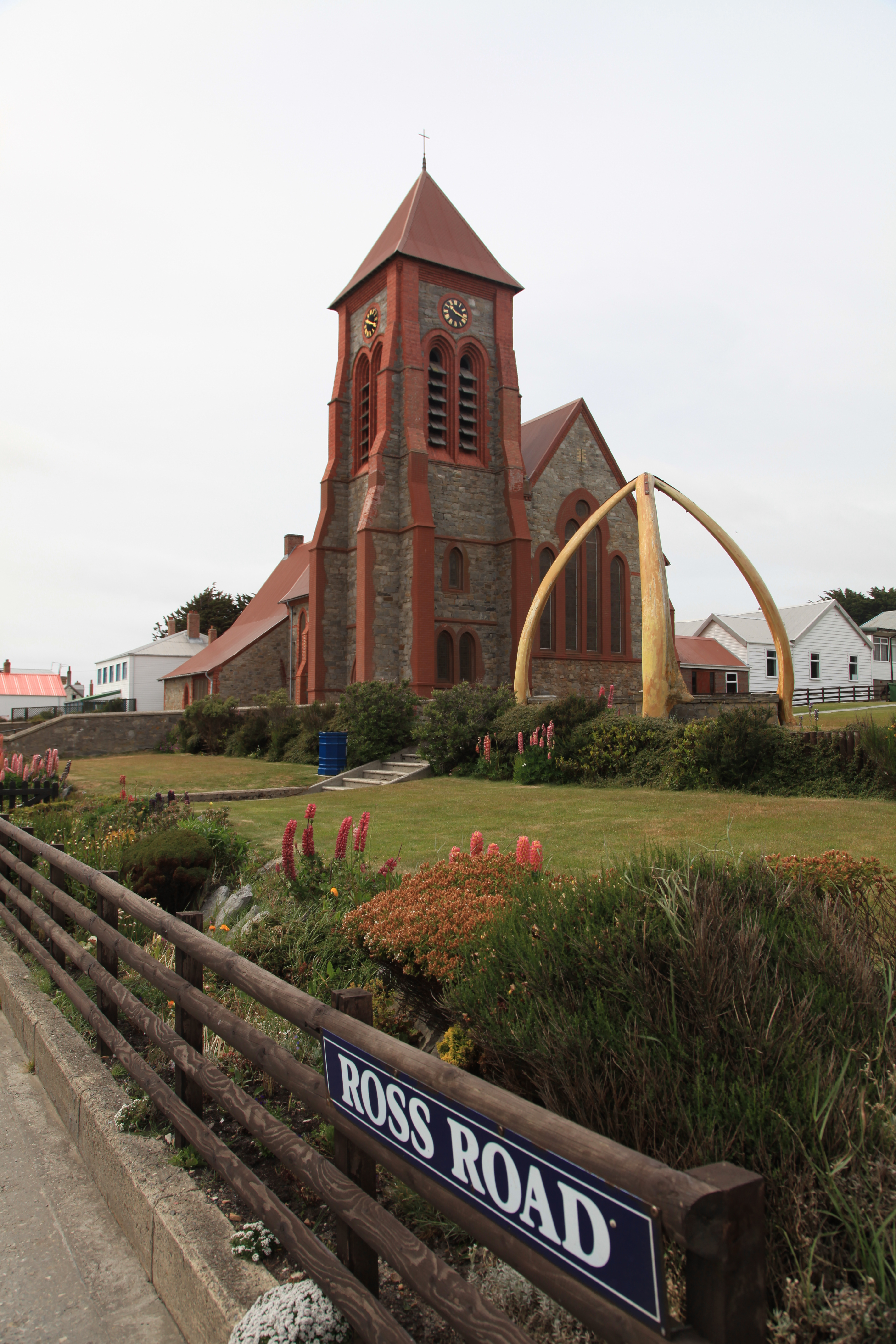
Kathedrale in der Ross Road

Die Christ Church Cathedral ist die Hauptkirche der anglikanischen Parish of the Falkland Islands in Stanley, der Hauptstadt der Falklandinseln.

## Geschichte

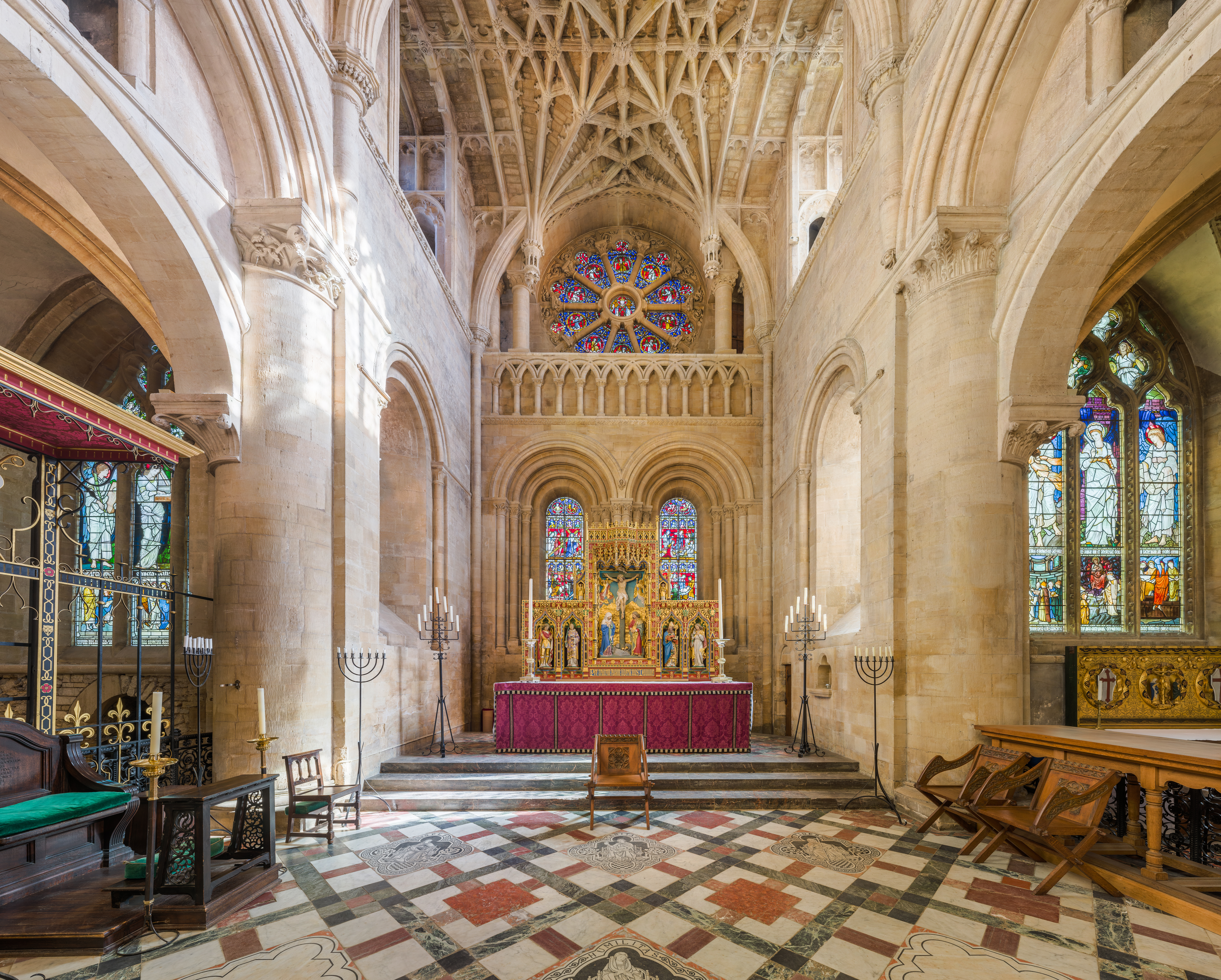
Innenraum

Die Kathedrale der damaligen Diözese der Falkland-Inseln wurde an der Stelle der vorherigen Holy Trinity Church erbaut, die 1886 durch einen Erdrutsch, ausgelöst durch intensive Torfgewinnung, zerstört wurde. Das neue Gebäude wurde von Sir Arthur Blomfield entworfen und 1890–1892 aus lokalen Steinen und Ziegeln errichtet. Besonderheiten sind ein Turm mit fünf Glocken, Glasfenster aus dem 19. und 20. Jahrhundert und eine zweimanualige Pfeifenorgel, die in Irland gebaut wurde. Bischof Waite Stirling weihte die neue Kathedrale am 21. Februar 1892 ein.
Seit 1979 gibt es vor Ort das leitende Amt des Rektors. Das Amt wurde nacheinander von Harry Bagnall (1979–1986), John Murphy  (1987–1991), Stephen Palmer (1991–1996), Alistair McHaffie (1998–2003), Paul Sweeting (2003–2006), Richard Hines (2007–2014) und Canon David Roper (2014–2015) ausgeübt. Aktuell ist Nicholas Mercer Rektor der Kirche.